# رافي بيستريتزر
رافي بيستريتزر (بالعبرية: רפי ביסטריצר‏) (من مواليد 1974) هو فيزيائي إسرائيلي، حصل على جائزة وولف في الفيزياء لعام 2020 مشاركة مع بابلو جاريلو هيريرو وألان إتش ماكدونالد لعملهم على الجرافين ذو الطبقة الثنائية.